# Landwirtschaftliche Hochschule Berlin
Die als Königliche Landwirthschaftliche Hochschule zu Berlin gegründete Einrichtung war eine dem preußischen Landwirtschaftsministerium unterstellte und durch Vereinigung des landwirtschaftlichen Lehrinstituts und des landwirtschaftlichen Museums offiziell im Jahr 1881 entstandene Hochschule für Agrarwissenschaft und verwandte Fächer in Berlin. An der Umwandlung war maßgeblich der Vortragende Rat und Geheime Oberregierungsrat Hugo Thiel beteiligt. Erst 1897 wurde Thiel Direktor der „Abtheilung für Verwaltung der Domänen“ im Landwirtschaftsministerium. Die Landwirtschaftliche Hochschule gehört seit April 2014 unter dem Namen Albrecht Daniel Thaer-Institut für Agrar- und Gartenbauwissenschaften zur Lebenswissenschaftlichen Fakultät der Humboldt-Universität zu Berlin.

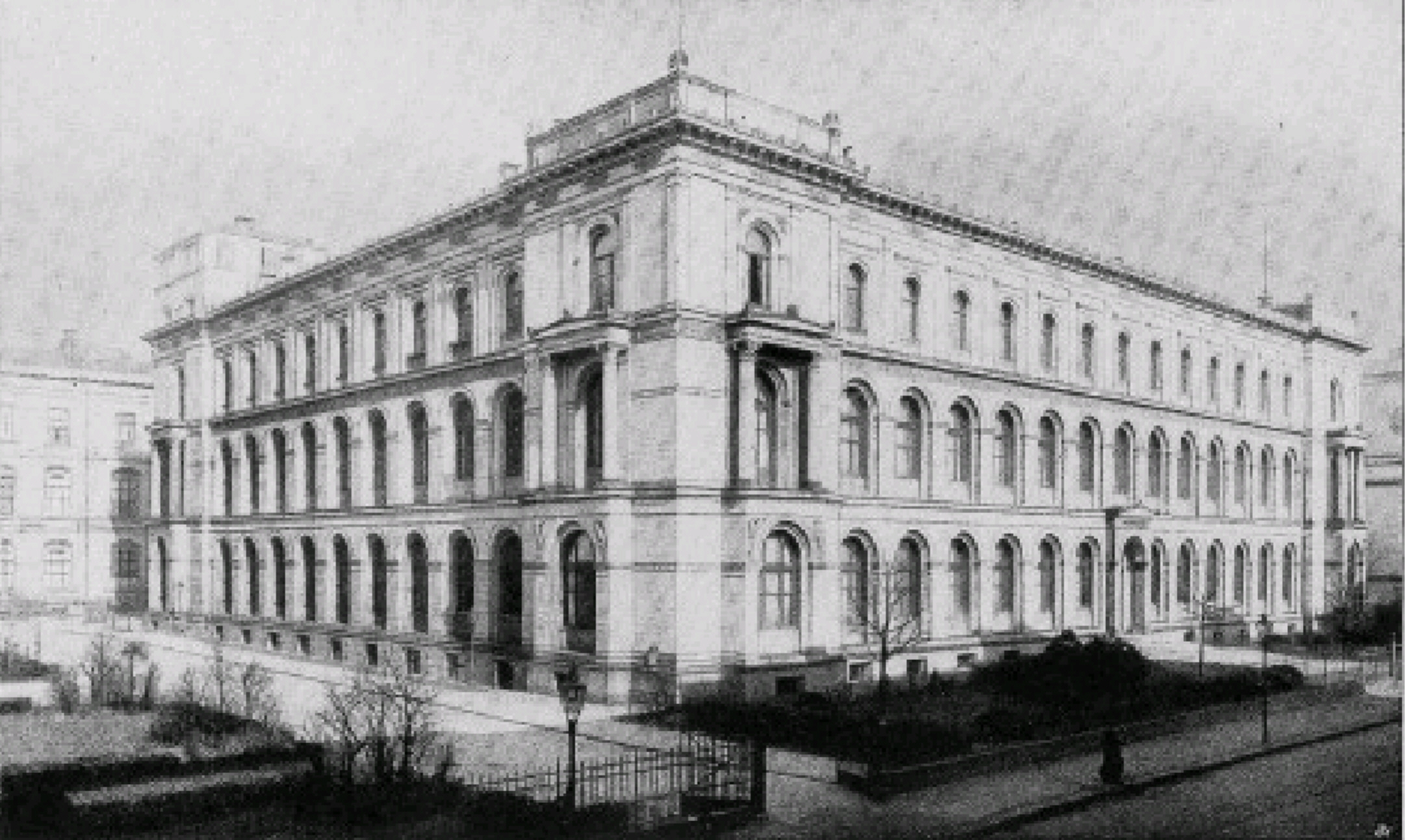
Hauptgebäude in der Invalidenstraße, um 1890

## Landwirtschaftliches Lehrinstitut

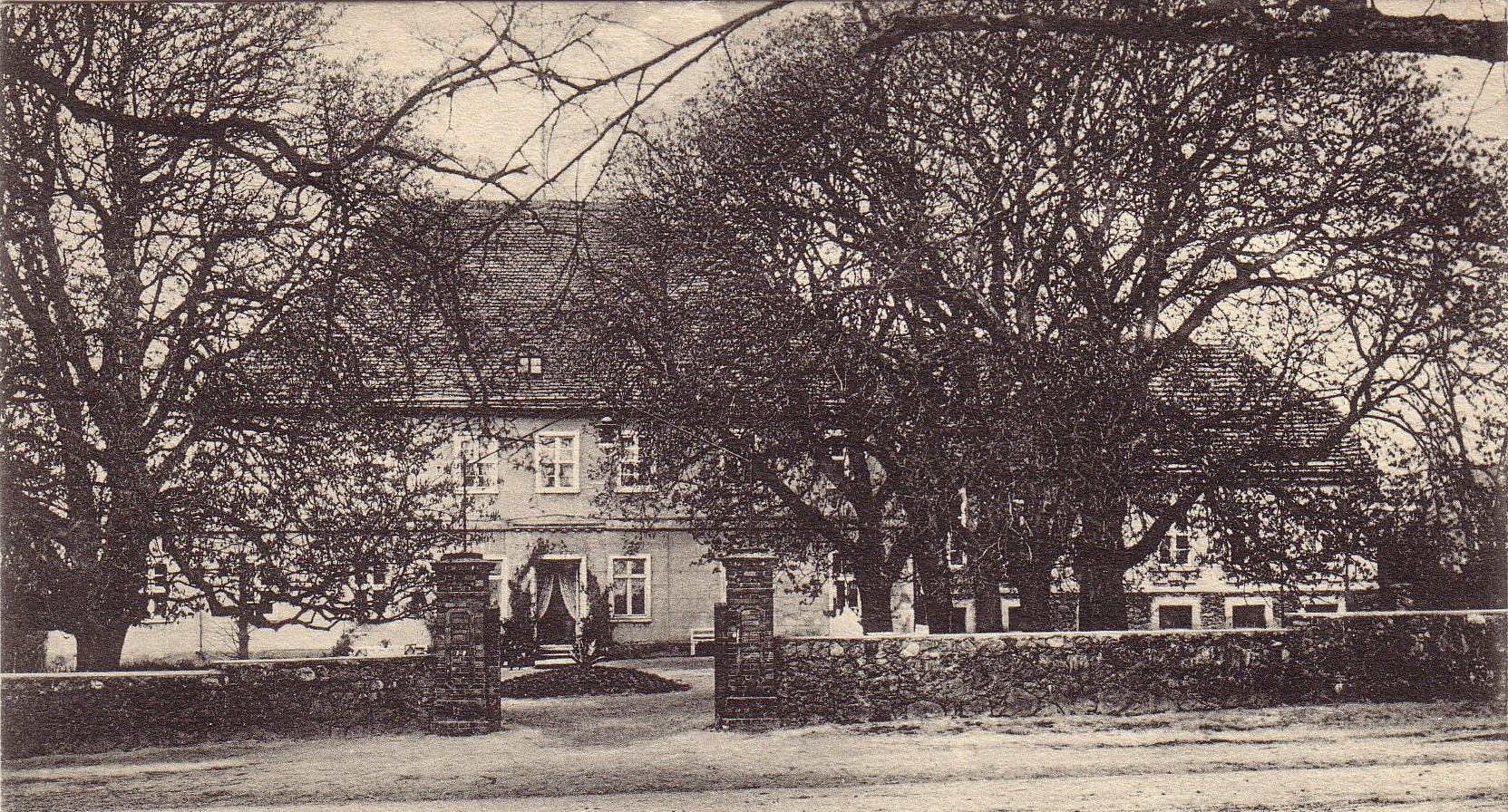
Gutshaus Möglin um 1900

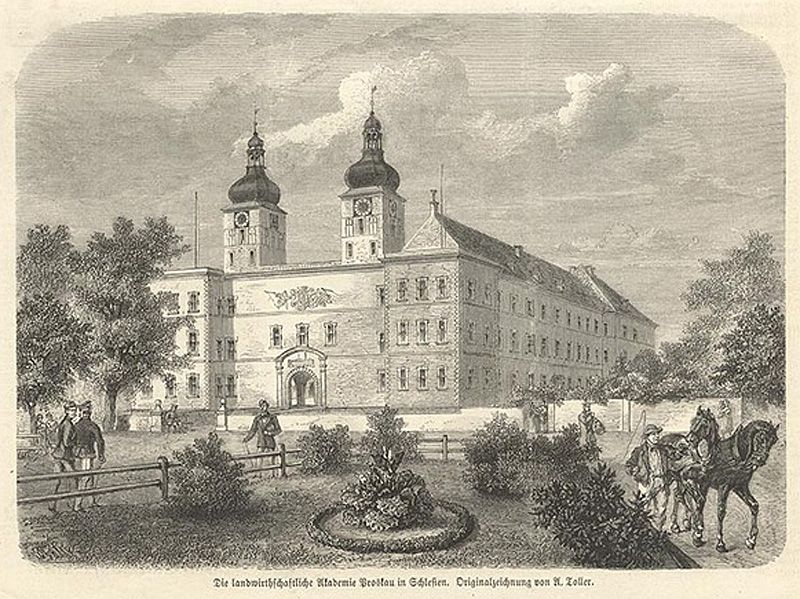
Die Landwirtschaftliche Akademie Proskau, um 1860

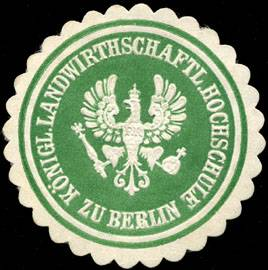
Siegelmarke der Königlichen Landwirthschaftlichen Hochschule zu Berlin (bis 1918)

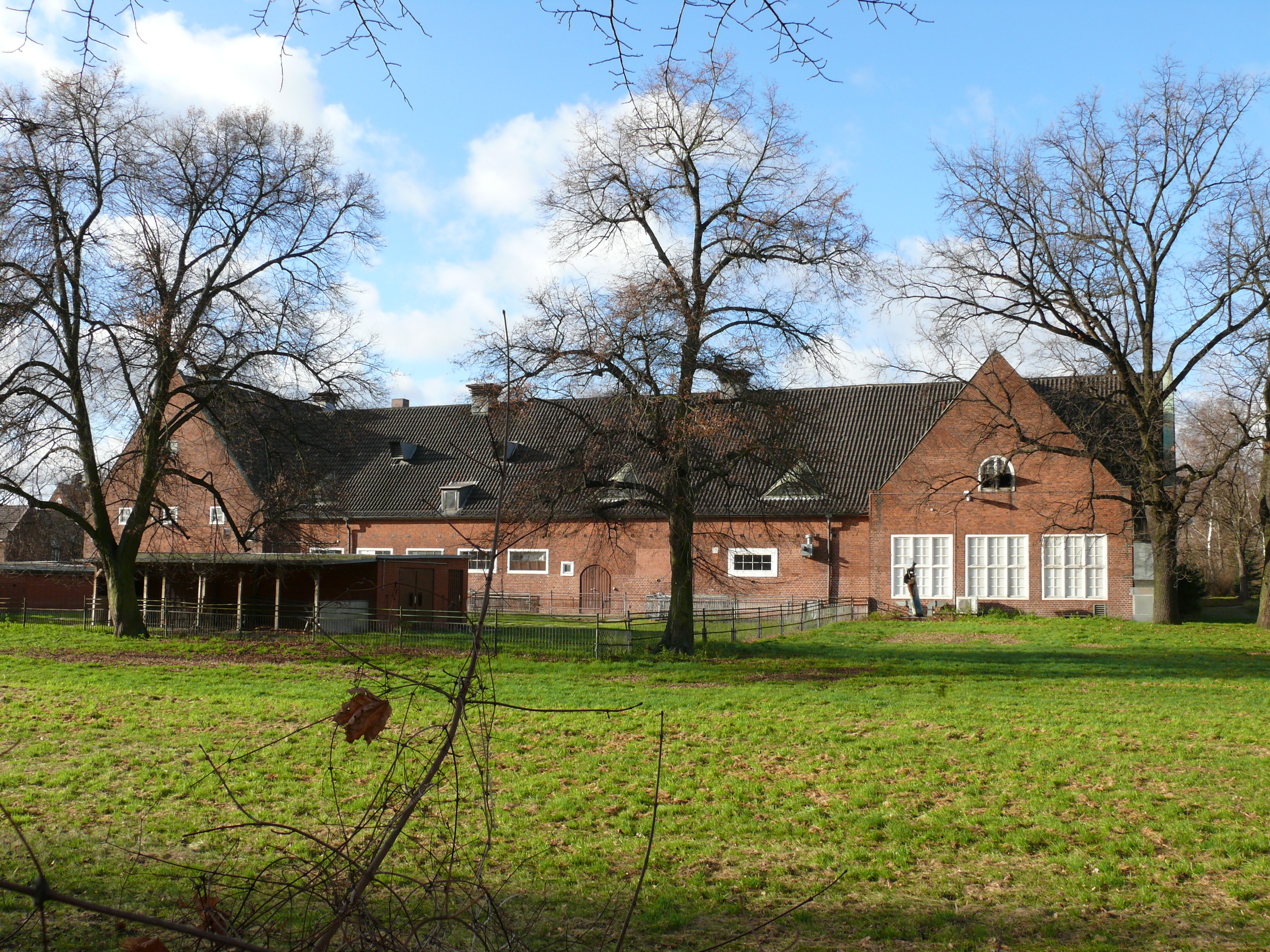
Campus in Dahlem (1921)

Die landwirtschaftliche Lehre in Berlin geht auf Albrecht Daniel Thaer (1752–1828) zurück, der im märkischen Dorf Möglin in der Nähe des Oderbruchs 1806 ein Landwirtschaftliches Lehrinstitut gegründet hatte, das ab 1819 Königliche Preußische Akademische Lehranstalt des Landbaus hieß. Thaer hielt von 1810 bis 1819 als außerordentlicher Professor landwirtschaftliche Vorlesungen an der Berliner Universität. Unter seinen Nachfolgern entwickelte sich der Wissenszweig in Verbindung mit der Berliner Universität.
Von behördlicher Seite ergriff im Dezember 1850 das Landesökonomiekollegium die Initiative zur Gründung eines landwirtschaftlichen Lehrinstituts, indem es dafür beim erst 1848 gegründeten Landwirtschaftsministerium eine „jährliche Unterstützung von 3000 Rthlr.“ beantragte. Das Ministerium aber bestritt ein „fühlbares Bedürfniß zu einer solchen Einrichtung“ und wollte daher „bedeutende Geldmittel aus Staatsfonds darauf nicht verwendet“ wissen.
Im Januar 1857 verwies Privatdozent Carl Schulz-Fleeth auf den „Mangel eines chemischen Laboratoriums, in welchem die die Landwirthschaft Studirenden eine zweckentsprechende Anleitung“ erhalten und sich ein „vollständiges Verständniß der Chemie“ verschaffen könnten. „Ganz besonders zweckmäßig“ erschien ihm aber „die Verbindung einer agriculturchemischen Untersuchungsstation“ mit dem genannten Laboratorium. Er bat, seine „Ansichten weiter begründen und entwickeln zu dürfen.“
Schließlich wurde dann 1858 Schulz-Fleeth vom Landwirtschaftsminister „veranlaßt, ein Laboratorium für landwirthschaftliche Untersuchungen einzurichten, und Landwirthen Unterricht in der landwirthschaftlichen Chemie zu ertheilen“.
Erst im März 1859, vier Monate nach Ernennung der Minister der Neuen Ära, überreichte Schulz-Fleeth dem Landwirtschaftsministerium nähere Vorschläge „für die Errichtung einer landwirthschaftlichen Lehranstalt in Verbindung mit hiesiger Universität“ und bat, dass ihm „die außerordentliche Professur der Landwirthschaft, welche früher der Professor Störig inne hatte, seit dessen Tode aber unbesetzt geblieben, wiederum übertragen werde.“ Der neue Landwirtschaftsminister Pückler stimmte den Vorschlägen „in den wesentlichen Puncten“ zu und setzte sich umgehend beim neuen Kultusminister Bethmann-Hollweg für Schulz-Fleeths Ernennung zum außerordentlichen Professor der Landwirtschaft ein, die allerdings erst im Januar 1860 erfolgte.
So entstand schon im Oktober 1859 unter Schulz-Fleeths Leitung ein selbständiges landwirtschaftliches Lehrinstitut, das nach Ansicht Pücklers „gewissermaßen in die Stelle der Mögliner Anstalt“ trat. Allerdings sah die philosophische Fakultät darin nur das „scheinbar selbständige, in der That aber durch die Universität genährte Lehrinstitut“.
Dem Landwirtschaftsminister teilte Schulz-Fleeth im Januar 1862 mit, dass sich „nach der bisherigen Erfahrung während der Sommersemester“ im Lehrinstitut „immer nur eine verhältnißmäßig geringe Zahl von Studirenden der Landwirthschaft“ aufhielten, nämlich „gewöhnlich nur 8 bis 10“. Im Wintersemester 1875/6 waren es aber schon 97, im Sommersemester 1876 und WS 1876/7 jeweils 99. Ende des Jahres 1880 belief sich die „Zahl der Zöglinge“ auf 144, davon waren 112 „Inländer“ und 32 „Ausländer“. Von diesen waren 17 „aus den übrigen Staaten des deutschen Reiches“. Bis 1880 stellte das Institut „als Aufnahme-Bedingung höchstens die Berechtigung zum einjährigen freiwilligen Militairdienst.“ Genauer laut „Statistische Nachrichten über das Vereinigte landwirthschaftliche Lehr-Institut und Museum“ nach dem „dem Stande am Schlusse des Jahres 1880“: Für das Studium konnten „inscribirt werden: a, unentgeldlich: (sic!) alle immatrikulirten Studirenden der Königl. Universität Berlin. b, gegen eine Einschreibgebühr von 6 M für jedes Semester: alle diejenigen, welche sich dem Studium der Landwirthschaft widmen“ wollten und „mit den nöthigen Vorkenntnissen ausgerüstet“ waren, „was durch die Berechtigung zum einjährig-freiwilligen Militairdienst erwiesen“ wurde.
Im Wintersemester 1862/63 beispielsweise lasen im Lehrinstitut Albrecht Conrad Thaer „Einleitung in das landwirthschaftliche Studium“ und „landwirthschaftliche Betriebslehre“, Professor Eichhorn „Landwirthschaftliche Chemie“, „chemische Grundlagen des Ackerbaues und der Viehzucht“ und „Anleitung zu agricultur-chemischen Untersuchungen mit praktischen Uebungen im Laboratorium“, Karl Heinrich Koch „Landwirthschaftliche Botanik mit besonderer Berücksichtigung der die Culturpflanzen betreffenden Krankheiten“ und Professor Manger „Landwirthschaftliche Baukunde“.
Mit „großer Majorität“ beschloss das preußische Haus der Abgeordneten am 5. Dezember 1866 auf Antrag des Abgeordneten Johann Joseph Fühling, „die Königliche Staats-Regierung aufzufordern, dem in Anknüpfung an die Berliner Universität gegründeten landwirthschaftlichen Lehrinstitut zu Berlin eine dem Lehrzwecke entsprechende und der Universität würdige Organisation zu geben und die dazu erforderlichen Kosten auf den Staatshaushalts-Etat für 1868 zu bringen.“ Der Hintergrund dieser Aufforderung bestand darin, dass das Lehrinstitut in den Worten des Abgeordneten von der Marwitz vom Dezember 1867 „sein Dasein in einem Hinterhause der Behrenstraße fristet“.
Zunächst war das Lehrinstitut „im ersten Stock eines Privathauses in der Behrenstraße 28 untergebracht“, vom „Wintersemester 1873/74 ab, in der Dorotheenstr. 38/39“ in den Räumen des damaligen „zahnärztlichen Instituts“. Erst seit 1877 (bis 1880) wurde auch im Hof- und Staatshandbuch die Adresse „Dorotheen-Str. No. 38. u. 39.“ angegeben.
Für den Neubau in der Invalidenstraße 42, d. h. „für die gesammten Bauten und inneren Einrichtungen des Museums und Lehrinstituts“ wurden in Mark „mittelst der Staatshaushalts-Etats pro 1874 450000 M., pro 1875 450000 M., pro 1878/79 1233000 M., pro 1879/80 394000 M., zusammen 2527000 M. zur Verfügung gestellt“.

## Landwirtschaftliche Hochschule
Da das Lehrinstitut „bis zum Frühjahr 1880 in mangelhaften Miethsräumen untergebracht war“, zog es zum Sommersemester 1880 in das als Museumsneubau errichtete Gebäude in die Invalidenstraße 42 um und erhielt den Namen „Vereinigtes landwirthschaftliches Lehrinstitut und Museum“. Wegen dieser „weitschweifigen Bezeichnung“ wurde vom Landwirtschaftsminister der Name „Landwirthschaftliche Hochschule“ ohne das Attribut „Königlich“ beantragt und am 14. Februar 1881 vom König bewilligt. Allerdings erhielten seit 1887 die Schreiben im gedruckten Kopf den erweiterten Namen „Königliche Landwirthschaftliche Hochschule zu Berlin“.
Im Schloss und auf dem Gut Proskau in Oberschlesien (Regierungsbezirk Oppeln) richtete das Königreich Preußen 1847 eine höhere landwirtschaftliche Lehranstalt ein, die spätere Landwirtschaftliche Akademie Proskau. Diese wurde 1881 aufgelöst und ihre Sammlungen in das etwa 400 km entfernte Museum der Landwirtschaftlichen Hochschule nach Berlin, Invalidenstraße 42, verlegt. Für die Berliner Hochschule wurden aus der Proskauer Akademie neu berufen: ihr Direktor Hermann Settegast für Tierzucht und Betriebslehre, Richard Börnstein für Physik und Hans Gruner für Mineralogie und Geognosie. Zu den zehn Gründungsprofessoren („etatsmässige Lehrer“) gehörten ferner Albert Bernhard Frank (Pflanzenphysiologie), Leopold Kny (Botanik), Hans Heinrich Landolt (Chemie), Alfred Nehring (Zoologie), Albert Orth (Landwirtschaft), Ludewig Wittmack (Botanik) und Nathan Zuntz (Tierphysiologie).
Die Hochschule, die von 1881 bis 1896 durch keine Gliederung eingeteilt war, erhielt 1897 satzungsgemäß folgende drei Abteilungen:
- Abtheilung I für Landwirthschaft
- Abtheilung II für Geodäsie und Kulturtechnik
- Abtheilung III für die landwirthschaftlich-technischen Gewerbe

Nach Preußens Landwirtschaftsminister Ernst von Hammerstein-Loxten an den Kaiser und König hatte die Hochschule „seit ihrer Eröffnung am 1. April 1881 bis Ende Dezember 1895 2941 Zuhörer“, wovon „59 Landwirthe, 4 Lehrer der Landwirthschaft, 419 Landmesser und 153 Kulturtechniker die vorgeschriebenen Prüfungen abgelegt und bestanden“ hatten. Im Wintersemester 1896/97 wurde sie „von über 600 Studirenden besucht“.
Ende Dezember 1896 bestand der Lehrkörper aus „15 etatsmäßigen Professoren, 14 Hülfslehrer und 6 Privatdozenten“ sowie noch „20 Assistenten der verschiedenen wissenschaftlichen Institute“.
Bei einer Gasexplosion am 30. September 1900 war „ein Theil der Kellergewölbe des Hauptgebäudes eingestürzt, das Dach des Lichthofes zertrümmert,“ auch wurden „die wissenschaftlichen Sammlungen im Lichthof und im Erdgeschoß des Museums stark beschädigt“.
Bereits 1906 bemerkte Ludewig Wittmack, dass es „der Enkel Thaers, Dr. Albrecht Thaer (war), der nach Berlin kam, als Möglin aufgelöst wurde. Er hat die gleiche Lehre, die er in Möglin vorgetragen, hier fortgesetzt, und so können wir in gewissem Sinne das Berliner Institut als die Fortsetzung der Mögliner Anstalt betrachten.“ Entsprechend bot den preußischen Ministern Georg von Rheinbaben und Victor von Podbielski das Jahr 1906 auch ein „Jahrhundertfest der Begründung des ersten landwirthschaftlichen Hochschulinstituts der Mark Brandenburg, der akademischen Lehranstalt des Ackerbaues zu Möglin, aus welcher die landwirthschaftliche Hochschule hervorgegangen ist.“
Zum Sommersemester 1906 wurde auch „ein Lehrstuhl für Fischerei und Fischzucht begründet“ und „Paulus Schiemenz, Leiter des Fischerei-Institutes am Müggelsee,“ dafür „zum etatsmäßigen Professor“ ernannt.
1919 beschloss die preußische Regierung auf Betreiben von Staatssekretär Eberhard Ramm, einen Großteil der Institute auf das Gelände der Domäne Dahlem zu verlegen, womit sie dem Willen des verstorbenen Begründers entsprach. Nach dem Entwurf von Heinrich Straumer entstand dort zwischen 1921 und 1929 ein moderner Hochschul-Campus in schlichten Formen norddeutscher Backsteinarchitektur.
Die Geodätische Abteilung wurde im Herbst 1927 an die Königlich Technische Hochschule Charlottenburg ausgegliedert.
Mit der Einrichtung eines Instituts für Gartengestaltung entstand 1929 der erste universitäre gartenbauliche Studiengang in Deutschland. Bekannte Gartenarchitekten wie Erwin Barth, Heinrich Wiepking-Jürgensmann und Georg Pniower wirkten dort als Professoren.
Als Abschlüsse wurden zuletzt Diplom-Landwirt und Doktor der Landwirtschaft (Dr. agr.) angeboten.
Laut Schreiben des preußischen Landwirtschaftsministers Paul von Eisenhart-Rothe vom Juli 1918 an Kaiser und König Wilhelm II. „wurde die Hochschule im Sommersemester 1881 von 126 Studierenden, darunter 38 Landwirte, im Wintersemester 1913/14 von 844 Studierenden, darunter 435 Landwirte“ besucht.
Im Juli 1918 verlieh Wilhelm II. „der Landwirtschaftlichen Hochschule in Berlin“ das Recht, „die Würde des Doktors der Landwirtschaft zu erteilen und die gleiche Würde auch ehrenhalber als seltene Auszeichnung an Personen zu verleihen, die sich um die Förderung der Landwirtschaft hervorragende Verdienste erworben haben.“
Die Landwirtschaftliche Hochschule war ab Dezember 1932 auf Grund der „Zweiten Verordnung zur Vereinfachung und Verbilligung der Verwaltung“ nicht mehr dem Landwirtschaftsministerium, sondern dem Ministerium für Wissenschaft, Kunst und Volksbildung unterstellt.

### Rektoren der Hochschule
Von 1881 bis 1920 wurden die Rektoren der Hochschule für eine zweijährige Amtszeit von Anfang April bis Ende März gewählt, von 1922 bis 1933 für eine Amtszeit von einem Jahr ebenso von April bis März.
- 1881–1883 Hans Heinrich Landolt
- 1883–1885 Hermann Settegast
- 1885–1887 Albert Orth
- 1887–1889 Hermann Settegast
- 1889–1891 Ludewig Wittmack
- 1891–1893 Leopold Kny
- 1893–1895 Hugo Werner
- 1895–1897 Albert Bernhard Frank
- 1897–1898 Moritz Fleischer
- 1898–1900 Max Delbrück
- 1900–1902 Christian August Vogler
- 1902–1904 Hans Gruner
- 1904–1906 Albert Orth
- 1906–1908 Nathan Zuntz
- 1908–1910 Richard Börnstein
- 1910–1912 Ludewig Wittmack
- 1912–1914 Gustav Fischer
- 1914–1916 Otto Lemmermann
- 1916–1918 Emil Krüger
- 1918–1920 Otto Auhagen
- 1920–1922 Otto Auhagen
- 1922/1923 Richard Heymons
- 1923/1924 Hugo Miehe
- 1924/1925 Johannes Hansen
- 1925/1926 Arthur Binz
- 1926/1927 Friedrich Schucht
- 1927/1928 Otto von Baeyer
- 1928/1929 Gustav Fischer
- 1929/1930 Kurt Opitz (Agrarwissenschaftler)
- 1930/1931 Friedrich Aereboe
- 1931/1932 Ernst Mangold
- 1932–Dez. 1933 Ernst Mangold
- 1933 Wilhelm Freckmann
- 1934 Friedrich Schucht

### Universitätsfakultät
1934 wurde die Landwirtschaftliche Hochschule gemeinsam mit der 1790 als Tierarzneischule gegründeten Tierärztlichen Hochschule zwangsweise in die Friedrich-Wilhelms-Universität eingegliedert, wo sie ab 1937 eine eigene Fakultät bildete.
Im Zweiten Weltkrieg entstanden beträchtliche Schäden an den Institutsgebäuden; auch wurden etwa 80 Prozent der Bücher- und Zeitschriftenbestände der landwirtschaftlichen Bibliothek vernichtet.
Nach Kriegsende entstanden im Zuge der Teilung Berlins zwei getrennte Agrarfakultäten in Ost- und West-Berlin, die 1992 unter dem Gründungsdekan Erwin Reisch als Landwirtschaftsfakultät der Humboldt-Universität wieder vereinigt wurden. Die in Kooperation mit dem Institut für Gärungsgewerbe entwickelten Disziplinen verblieben bei der Technischen Universität Berlin.
Seit einer Umstrukturierung und Umbenennung zur Landwirtschaftlich-Gärtnerischen Fakultät 1997 werden Agrarwissenschaften und Gartenbauwissenschaften auch als Bachelor-Studiengänge angeboten.

## Um 1900 stattfindende Prüfungen
1. für Landwirte,
2. für Lehrer der Landwirtschaft an den Landwirtschaftsschulen,
3. für Tierzuchtinspektoren,
4. für Landmesser,
5. für Brauerei-Ingenieure.[39]

## Hochschullehrer
Siehe: Kategorie:Hochschullehrer (Landwirtschaftliche Hochschule Berlin)